# Lijst van burgemeesters van Dieden, Demen en Langel
Dit is een lijst van burgemeesters van de voormalige Nederlandse gemeente Dieden, Demen en Langel tot die gemeente in 1923 opging in de gemeente Ravenstein.
| Ambtsperiode | Naam burgemeester                 | Partij of stroming | Bijzonderheden                                                                                 |
| ------------ | --------------------------------- | ------------------ | ---------------------------------------------------------------------------------------------- |
| 1825 - 1848  | Otto (O.) van Dijk                |                    |                                                                                                |
| 1848 - 1858  | Jan Battist van den Bergh         |                    |                                                                                                |
| 1858 - 1897  | Antonius Franciscus van Dijk      |                    |                                                                                                |
| 1898 - 1900  | Petrus Martinus van Vorst         |                    |                                                                                                |
| 1900 - 1906  | Johan Theodor Marie van den Heuij |                    | later burgemeester van Overasselt                                                              |
| 1906 - 1923  | Franciscus Gerardus Caners        |                    | tevens burgemeester van Batenburg (1919-1939) en later burgemeester van Ravenstein (1923-1939) |